# Високочастотний зв'язок по лініях електропередач

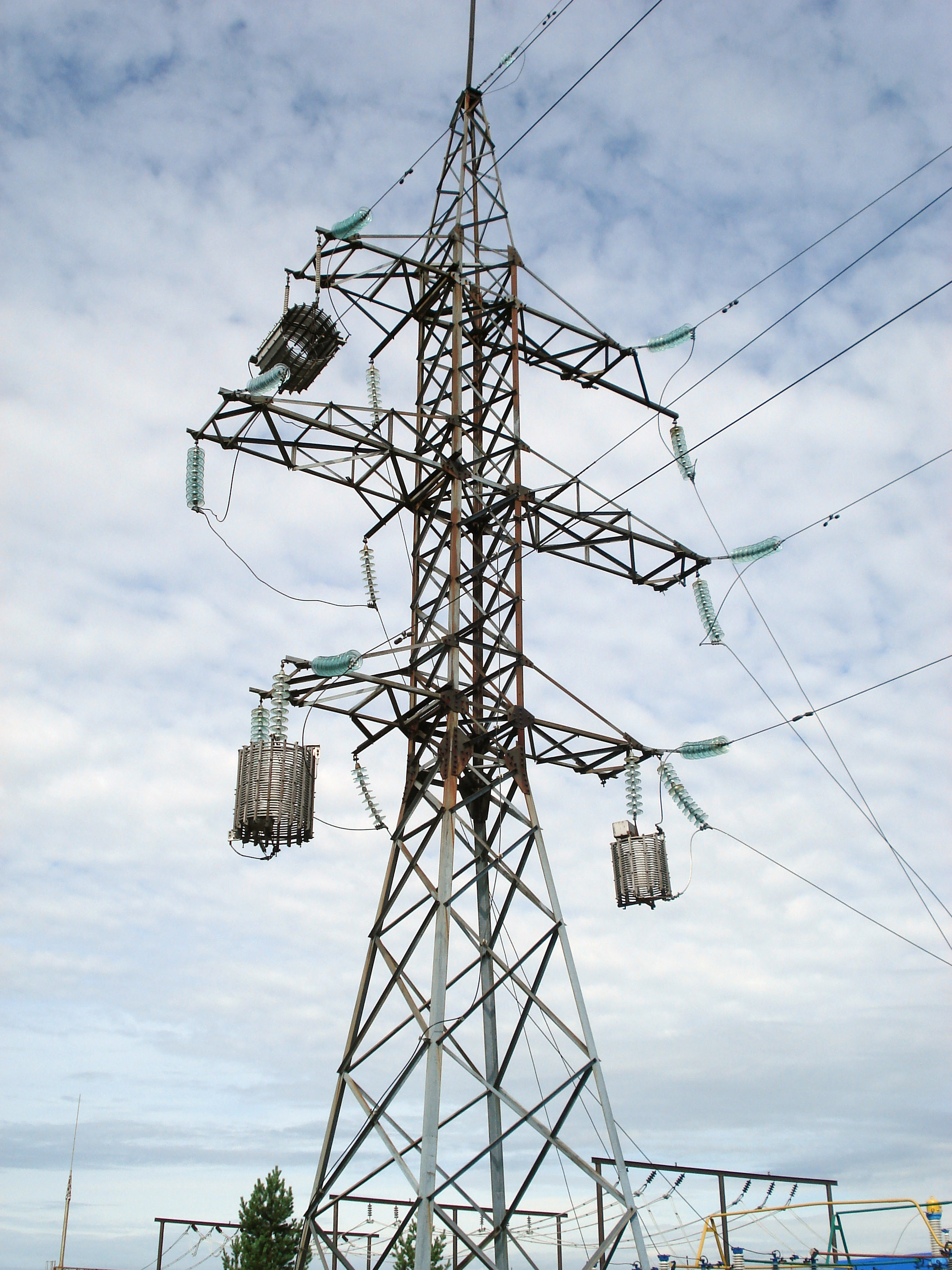
Термінальна анкерна електрична опора двохланцюгової лінії 110Кв з встановленими високочастотними загароджувачами та самонесучим волоконно-оптичним кабелем

Високочастотний зв'язок по лініям електропередач принципова схема:
- ЛЕП — лінія електропередач- L — ВЧ загороджувач- C — конденсатор зв'язку- АЗ — апаратура зв'язку- ПС — підстанція- ЛЕП — лінія електропередач- Т — силовий трансформатор

- ЛЕП — лінія електропередач
- L — ВЧ загороджувач
- C — конденсатор зв'язку
- АЗ — апаратура зв'язку
- ПС — підстанція
- ЛЕП — лінія електропередач
- Т — силовий трансформатор

Високочасто́тний зв'язо́к, ВЧ-зв'язо́к по ЛЕП — технологія передавання інформації через наявні ЛЕП. Технологія вважається застарілою, але все ж таки використовується на підстанціях. Завданням ВЧ-зв'язку є передача по високовольтних лініях електропередач інформації, наприклад, телефонних розмов, телесигналізації, сигналів телемеханіки.
Такий зв'язок поганий тим, що при відключенні лінії зв'язку не буде. Також при дуже високій напрузі можуть йти завади від коронного розряду. Придушити їх дуже складно, оскільки вони є у всьому спектрі.

## Високочастотний загороджувач
Високочастотний загороджувач є невід'ємним елементом каналу високочастотного зв'язку по фазних проводах і тросах повітряних ліній електропередачі й призначений для ослаблення шунтуючої дії шин підстанції на параметри лінійного тракту каналу високочастотного зв'язку. Високочастотний загороджувач складається з реактора загороджувача, що є власне котушкою індуктивності, призначеної для пропущення струму частотою 50 Гц, протікаючого по фазних проводах, елементу налаштування універсального, що визначає номінальну смугу частот загородження, обмежника перенапруги нелінійного, що включається паралельно реактору загороджувача та елементу налаштування універсального і служить для захисту високочастотного загороджувача від перенапруг.